# XKeyscore
XKeyscore，或稱XKS，是美国国家安全局使用的秘密计算机系统，用于搜索和分析外国互联网数据。 该项目與若干國家联合运作，包含：澳洲国防通讯处、新西兰政府通信安全局、加拿大通訊安全局、英國政府通信总部、日本情報本部與德國聯邦情報局。
2013年7月，爱德华·斯诺登在《雪梨晨鋒報》、《環球報》等報上揭露XKeyscore的存在。 此前，該行動代號，則因徵人廣告等文章，為人知曉。
2014年7月3日，德國公共廣播公司北德廣播，為德國公共廣播聯盟成員之一，披露了一部分代碼。

## 註腳
1. 1 2  Greenwald, Glenn. . The Guardian. 2013-07-31  [2023-10-15]. ISSN 0261-3077. （原始内容存档于2014-03-20） （英国英语）.
2. ↑  Seipel, Hubert. . Norddeutscher Rundfunk: 3. January 26, 2014  [May 6, 2019]. （原始内容存档于January 28, 2014）.
3. ↑  Greenwald, Glenn; Ackerman, Spencer. . The Guardian. June 27, 2013  [August 5, 2013]. （原始内容存档于August 4, 2013）.
4. ↑  Layne, Ken. . June 18, 2013  [August 6, 2013]. （原始内容存档于December 8, 2017）.
5. ↑  . Panorama (ARD (broadcaster)). July 3, 2014  [July 4, 2014]. （原始内容存档于July 7, 2014）.